# ビジネスエンジニアリング
ビジネスエンジニアリング株式会社（英: Business Engineering Corporation、略称：B-EN-G、ビーエンジ）は東京都千代田区に本社を置く、大手・中堅企業向けSCM/ERPパッケージシステムメーカー兼コンサルティングファーム兼システムインテグレーター。
2019年10月1日、東洋ビジネスエンジニアリング株式会社（Toyo Business Engineering Corporation）から、現社名に商号変更した。

## 解説
SCM/ERP製品「MCFrame」、多言語多通貨対応ERP「A.S.I.A.」の開発・販売・構築・導入コンサルテーション・導入後サポートと、SAP製SCM/ERP、ダッソー・システムズ製MES、オラクル製SCM/ERP等の販売・構築・導入コンサルテーションを行う。

## 沿革
- 1987年 - 東洋エンジニアリングが産業システム事業本部を新設。
- 1991年 - ERPビジネスを開始（日本初のSAPパートナー）。
- 1993年 - 国内第一号SAPユーザーへの導入を支援。
- 1994年 - 日本で最初の商用WWWサーバーを構築。
- 1995年 - 日本企業の海外拠点へのERP導入を実施。
- 1996年
  - 自社開発パッケージ「MCFrame」をリリース。
  - CRMビジネスを開始。
- 1997年 - 東洋エンジニアリングがIT事業部を新設。
- 1998年 - 日本オラクルとのアプリケーション・パートナー契約を締結。
- 1999年 - 1980年設立のオリエント工事株式会社の事業目的を情報通信システムに関するサービス業に変更。商号を東洋ビジネスエンジニアリング株式会社に変更し、現在の事業を開始。
- 2000年 - MCFrame i Series（Web版）をリリース。
- 2001年
  - 店頭市場（現JASDAQ）に株式を上場。
  - グローバルSCMの本格展開を開始。
- 2003年
  - 東洋ビジネスシステムサービス株式会社を設立。
  - BPM（ビジネス・プロセス・マネジメント）の取組を開始。
  - SAP Award of Excellence プロジェクト・オブ・ザ・イヤー受賞。
- 2004年 - 上海駐在員事務所を開設。Oracle E-Business Suite of the Yearを受賞。
- 2005年
  - 東京大手町に東京本社（現本社）を開設。
  - 中国上海市のDealEasy社と資本提携。
  - アプリソとFlexNetの販売で業務提携
- 2006年 - エンタープライズSOAコンピテンスセンター設立。
- 2007年 - 海外拠点会計パッケージ「A.S.I.A.」事業を統合。
- 2009年 - 「MCFrame」原価管理のSaaS版MCFrame onlineサービス開始。
- 2013年 - 東京証券取引所第二部に上場。JASDAQ上場廃止。
- 2014年
  - 東京証券取引所第一部に指定替え。
  - 親会社の東洋エンジニアリングが12月19日付で保有株式の一部を図研および野村総合研究所に譲渡したため、連結子会社から持分法適用関連会社に異動となる[2]。
- 2015年 - インドネシアおよびシンガポール現地法人が営業を開始。
- 2017年
  - 「mcframe7」を提供開始
  - 米国に現地法人を設立
- 2018年3月14日 - 東洋エンジニアリングおよび野村総合研究所が保有する全株式を売却したため、図研が筆頭株主となる[3][4][5]。
- 2019年 - 10月1日、ビジネスエンジニアリング株式会社に商号変更[1]。
- 2022年
  - 東京証券取引所プライム市場に移行。
  - ブランドコンセプト刷新[6]。
- 2024年 - 「mcframe X」を提供開始。